# Бікеєв Султан Хамітович
Султан Хамітович Бікеєв (25 грудня 1916 — 8 жовтня 2006) — радянський військовик, Герой Радянського Союзу (1943). Брав участь в Хасанських боях, радянсько-фінській та німецько-радянської війнах.

## Біографія
Султан Бікеєв народився 25 грудня 1916 року в селі Абдрашитово (нині — Альшеєвський район Башкортостану). Башкир. У 1936 році закінчив Аксьоновський сільськогосподарський технікум, після чого працював молодшим зоотехніком в Наркоматі землеробства Башкирської АРСР в Уфі.
У 1936 році призваний на службу в РСЧА Федоровським районним військовим комісаріатом Башкирської АРСР. Брав участь в Хасанських боях, будучи заступником політрука батальйону 32-ї стрілецької дивізії 39-го стрілецького корпусу. Також, будучи командиром відділення кулеметників, воював у радянсько-фінській війні, брав участь у прориві «Лінії Маннергейма». У 1939 році вступив у ВКП(б). У 1940 році Бікеєв закінчив Свердловське військово-політичне училище. До початку німецько-радянської війни служив на посадах політрука і помічника начальника політвідділу дивізії.
На початку війни служив заступником командира батальйону по політчастині 134-го танкового полку 216-ї механізованої дивізії. Брав участь в боях біля Старокостянтинівки, Умані, Каховки, Запоріжжя. Згодом служив в якості секретаря партбюро полку, командира танкового батальйону, офіцера для доручень на Північно-Кавказькому фронті.
У грудні 1942 року Бікеєв закінчив курси удосконалення комскладу бронетанкових і механізованих військ в Казані. У вересні 1943 року — червні 1944 року капітан Бікеєв був заступником командира 586-го танкового батальйону по стройовій частині 219-ї танкової бригади 1-го механізованого корпусу 37-ї армії Степового фронту. Брав участь у визволенні Харкова, Бєлгорода, Кременчука, битві за Дніпро. В ході останньої особливо відзначився.
В ніч з 1 на 2 жовтня 1943 року Бікеєв разом з тридцятьма танками одним з перших в своєму підрозділі переправився через Дніпро в районі сіл Солошине і Мишурин Ріг Дніпропетровської області Української РСР і з ходу атакував німецькі війська на західному березі. Протягом трьох днів утримуючи плацдарм, батальйон Бікеєва відбив 19 контратак противника, завдавши великої шкоди противнику. Батальйон знищив 18 танків, 20 гармат, 5 батарей мінометів, 45 кулеметів, близько 800 ворожих солдатів і офіцерів.
Указом Президії Верховної Ради СРСР від 20 грудня 1943 капітан Султану Бікеєву присвоєно звання Героя Радянського Союзу з врученням ордена Леніна і медалі «Золота Зірка» за номером 2739.
Брав участь у Параді Перемоги 24 червня 1945 року. Після закінчення війни продовжив службу в Радянській Армії. У 1947 році закінчив Військову академію бронетанкових і механізованих військ, служив командиром батальйону танків і самохідних установок, потім заступником командира 74-го важкого танкового полку 8-ї механізованої дивізії Білоруського військового округу.
В 1962 році в званні полковника Бікеєв звільнений в запас. У 1962—1966 роках Бікеєв працював інспектором оргвідділу Президії Верховної Ради Башкирської АРСР, в 1966—1992 роках — директором типографії № 2 при Раді Міністрів Башкирської РСР. Проживав в Уфі. З 1992 року працював в бюро Комітету ветеранів війни і військової служби Башкирії головою секції Героїв Радянського Союзу та повних кавалерів ордена Слави. Вів роботу з патріотичного виховання молоді, організовував шефську допомогу сім'ям Героїв Радянського Союзу та повних кавалерів ордена Слави, займався підготовкою і виданням ряду книг.
Помер 8 жовтня 2006 року після важкої тривалої хвороби, 10 жовтня похований в рідному селі. 7 травня 2007 року на будинку, де останні роки проживав Бікеєв, встановлено меморіальну дошку.
Був також нагороджений орденами Вітчизняної війни 1-го ступеня, Червоної Зірки, Пошани, поруч медалей, в тому числі «За відвагу» і «За бойові заслуги». Удостоєний почесного звання «Заслужений працівник культури Республіки Башкортостан»